# St Hugh's College, Oxford

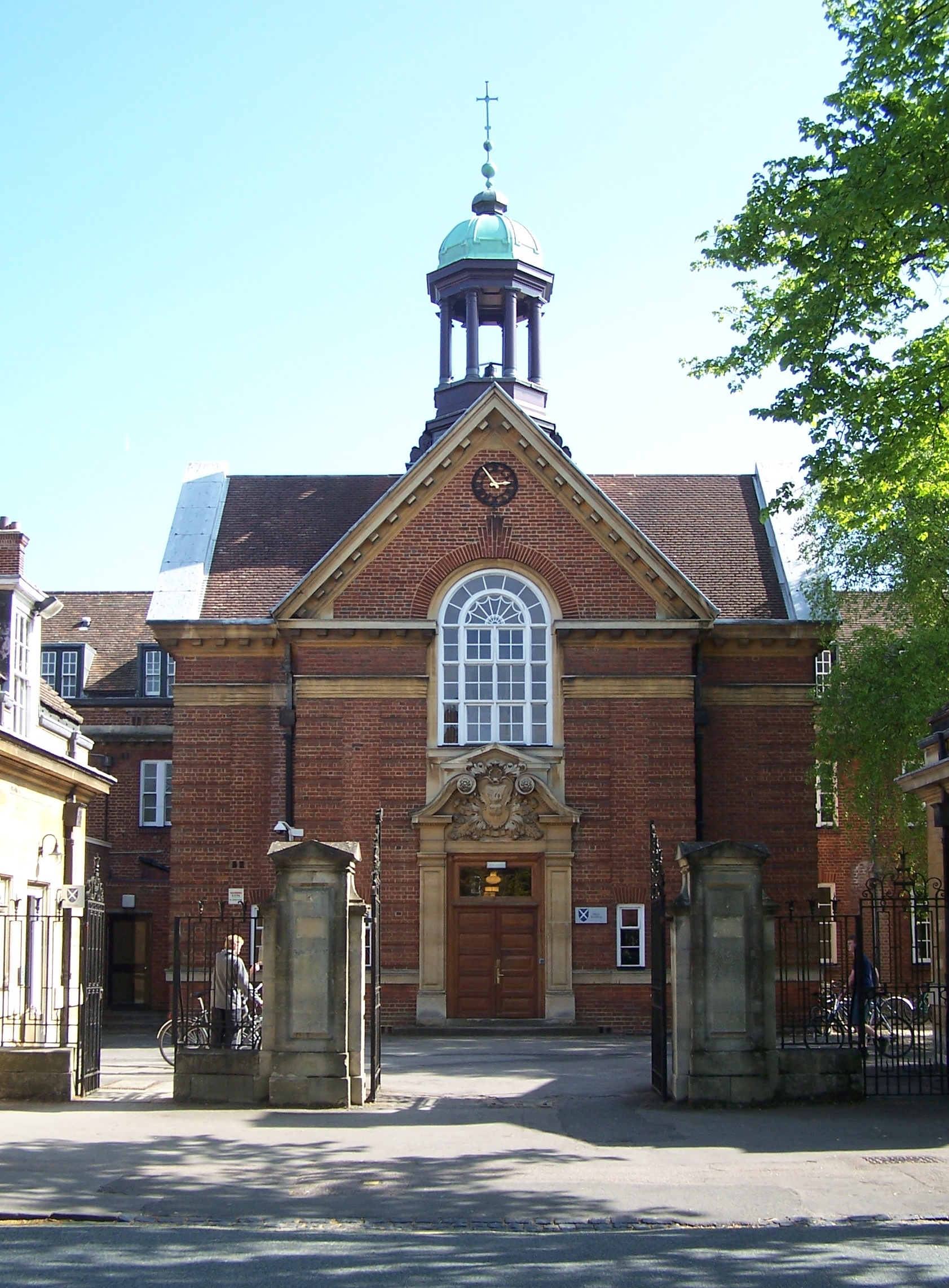
St Hugh's College

St Hugh's College, formellt The Principal and Fellows of St Hugh's College in the University of Oxford, är ett college vid Oxfords universitet i England. Colleget grundades 1886 genom en donation av Elizabeth Wordsworth som ett college riktat till kvinnliga studenter och antar sedan 1986 även manliga studenter. Wordsworth namngav colleget efter det medeltida helgonet Hugo av Lincoln, då pengarna till donationen kom från ett arv från hennes far som var biskop av Lincoln och därmed en sentida efterträdare till helgonet på biskopsstolen.
Colleget är beläget i kvarteret mellan St Margaret's Road, Banbury Road, Canterbury Road och Woodstock Road i norra delen av Oxford. Det har en omfattande trädgårdsanläggning och erbjuder till skillnad från många andra college i Oxford boende för sina studenter inom collegebyggnaderna under hela grundutbildningstiden.

## Kända alumner
Till kända alumner från colleget hör premiärministrarna Theresa May (Tories) i Storbritannien och Aung San Suu Kyi i Myanmar. Andra kända politiker som studerat här är ministrarna Barbara Castle (Labour) och Nicky Morgan (Tories). Inom andra områden kan nämnas utvecklingspsykologen Dorothy Bishop, musikern Joe Goddard från den elektroniska musikgruppen Hot Chip, lingvisten Ghil'ad Zuckermann, matematikern Ruth Lawrence, samt advokaten Amal Clooney.

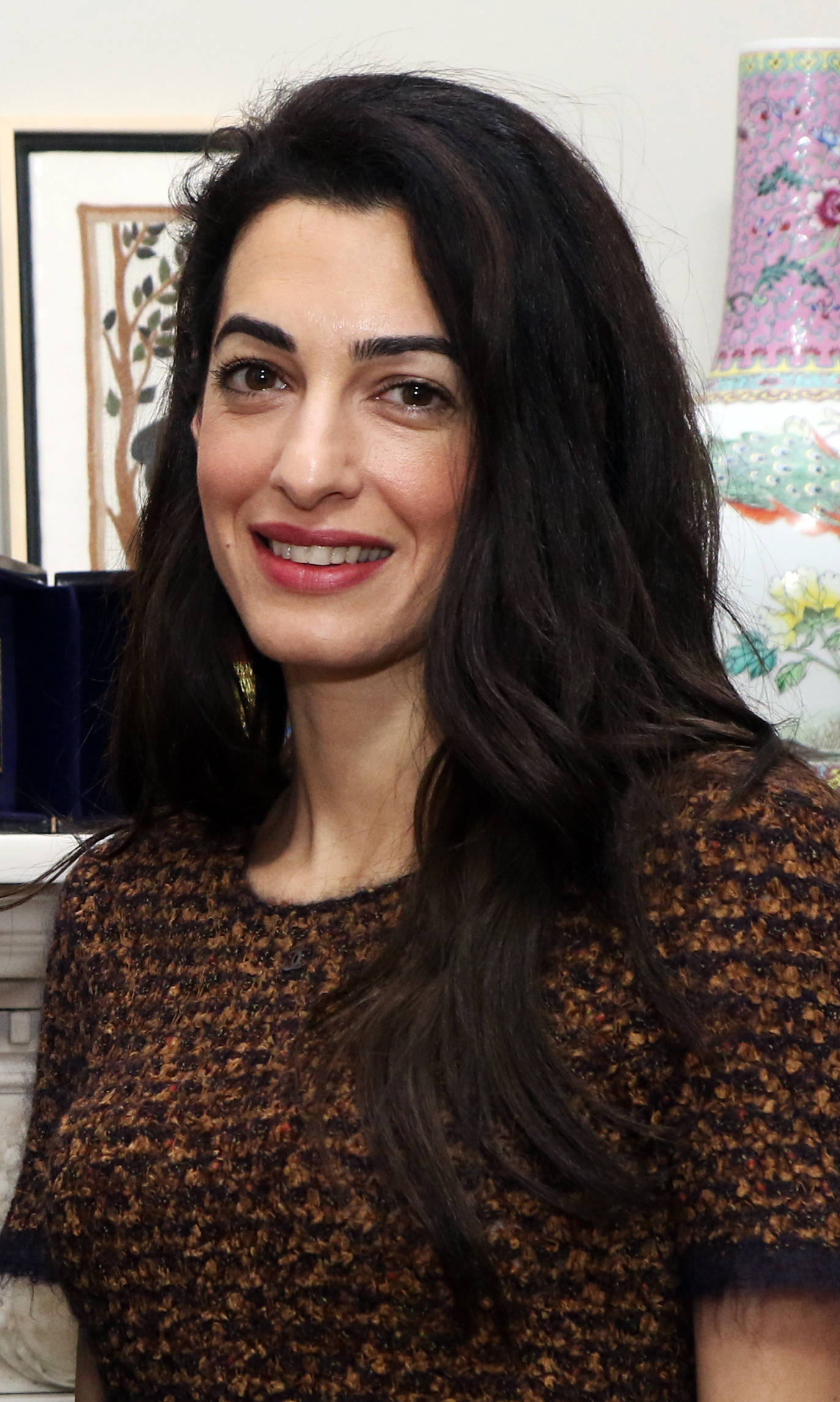
Amal Clooney, maj 2018.